# Chounga
Sunku
Chounga ou (en russe : Шуньга́, Šunga) ou Sunku (en carélien : Šungu, en finnois : Sunku) est une localité de l'établissement rural de Chounga du raïon de Karhumäki en république de Carélie.

## Géographie
Sunku est situé sur les rives du lac Putkozero, à 56 km au sud-est Karhumäki. 

## Démographie
Recensements (*) ou estimations de la population
| 1939  | 2009 | 2010 | 2013 |
| ----- | ---- | ---- | ---- |
| 1 037 | 762  | 596  | 548  |

## Galerie

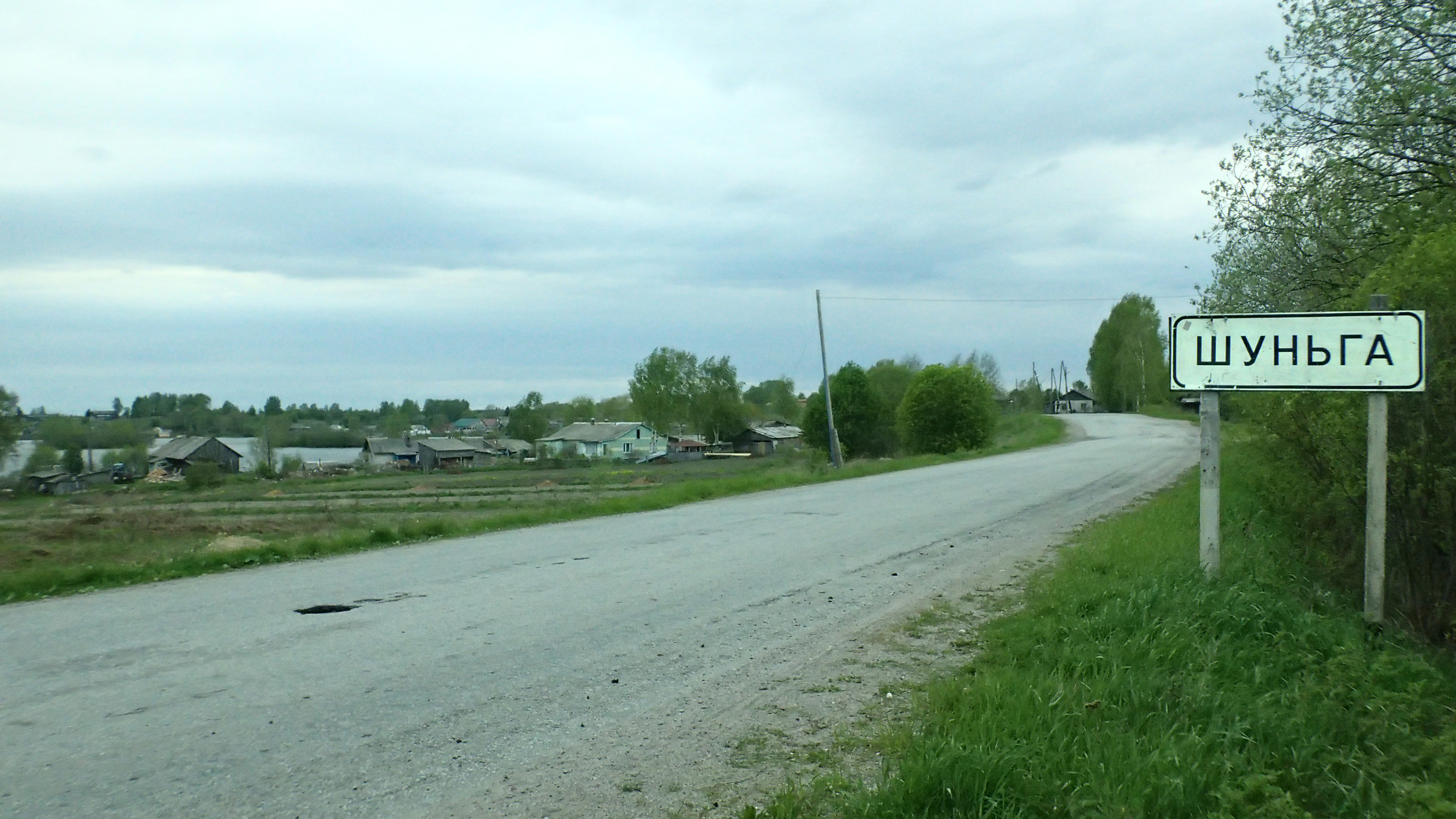
Sunku.